# West Langton
 (octobre 2023).
West Langton est une paroisse civile et un village du Leicestershire, en Angleterre.